# Präsidentschaftswahl in Estland 2006

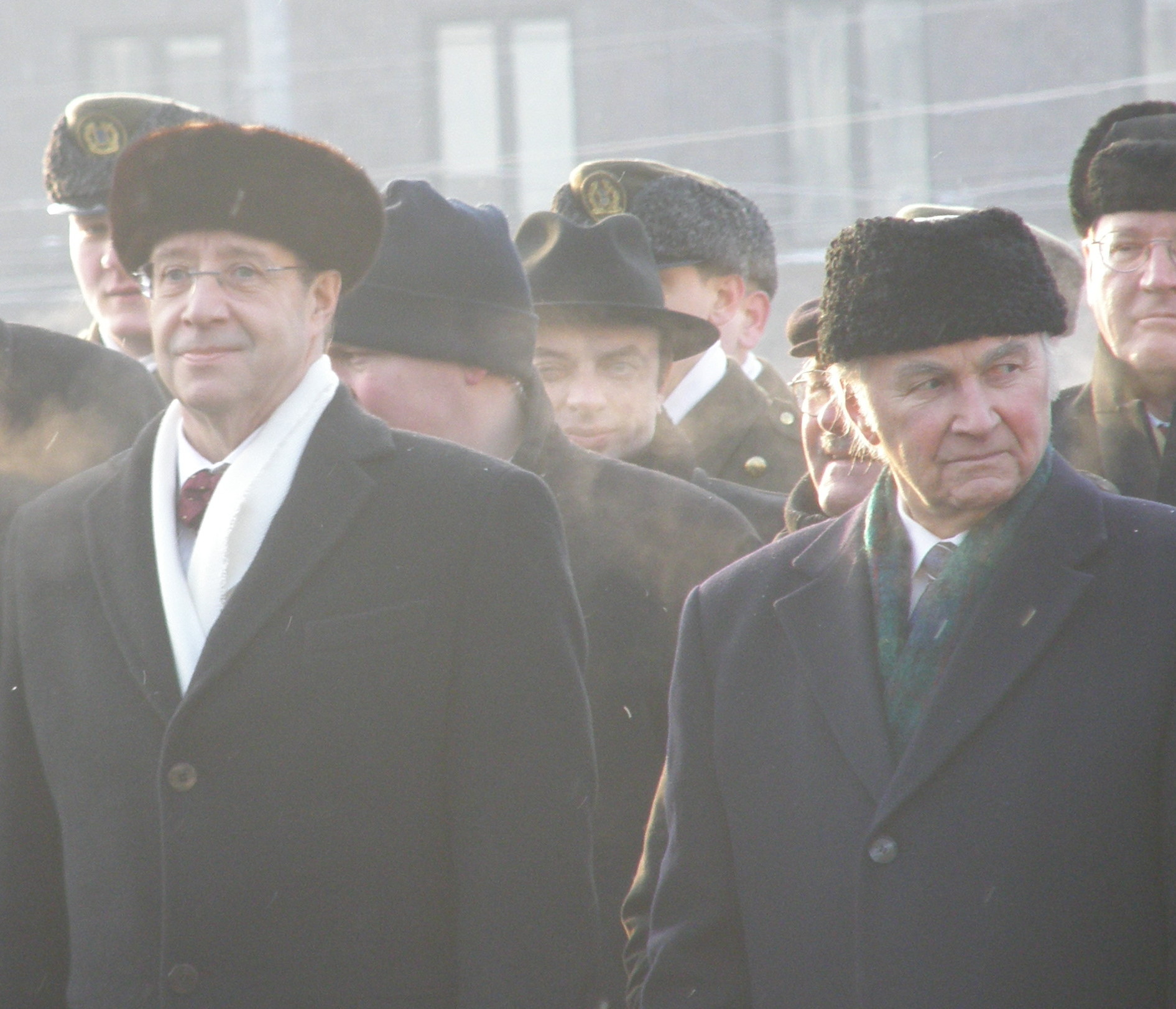
Der Sozialdemokrat Toomas Hendrik Ilves (links) konnte sich bei der Präsidentschaftswahl 2006 mit knapper Mehrheit gegen Amtsinhaber Arnold Rüütel (rechts) durchsetzen

Die Präsidentschaftswahl in Estland 2006 fand am 28. und 29. August im Parlament sowie am 23. September in einer besonderen Wahlversammlung statt. Bei der Wahl konnte sich der sozialdemokratische Europaabgeordnete und frühere Außenminister Toomas Hendrik Ilves überraschend gegen Amtsinhaber Arnold Rüütel durchsetzen.

## Wahlverfahren
Das Wahlverfahren ist in § 79 der estnischen Verfassung sowie im Gesetz über die Wahl des Präsidenten (Vabariigi Presidendi valimise seadus) geregelt.
Danach ist zunächst das Parlament (Riigikogu) berufen, den Staatspräsidenten zu wählen. Erforderlich für die Wahl sind mindestens 68 Stimmen der 101 Abgeordnete des estnischen Parlaments (Zwei-Drittel-Mehrheit).
Sollte eine Wahl durch die Abgeordneten in drei Wahlgängen scheitern, beruft der Parlamentspräsident eine besondere Wahlversammlung (valimiskogu) ein. Sie besteht aus den 101 Abgeordneten des Parlaments sowie damals 244 Wahlmännern und -frauen, die von den kommunalen Gebietskörperschaften (Städte und Gemeinden) entsandt werden.
Die Wahl findet geheim statt.

## Parlament
Eine Wahl des Staatspräsidenten kam 2006 im Parlament in drei Wahlgängen erwartungsgemäß nicht zustande.
Die Abgeordneten der Volksunion (Rahvaliit), deren Vorsitzender Arnold Rüütel (1928–2024) vor seiner Wahl zum Staatspräsidenten war, und der Zentrumspartei (Keskerakond) nahmen aus taktischen Gründen nicht an der Wahl im Parlament teil. Ihr Ziel war es, nach drei gescheiterten Wahlgängen eine Mehrheit für den amtierenden Staatspräsidenten Arnold Rüütel in der dann einzuberufenden Wahlversammlung zu sichern.
Im ersten Wahlgang im Parlament kandidierte als einzige Kandidatin Parlamentspräsidenten Ene Ergma (* 1944) von der konservativen Isamaa ja Res Publica Liit. Sie erhielt 65 Ja-Stimmen und verfehlte damit die erforderliche Mehrheit.
Im zweiten und dritten Runde kandidierte als einziger Bewerber der Sozialdemokrat Toomas Hendrik Ilves (* 1953). Ilves erhielt jeweils 64 Stimmen. Eine Stimme war jeweils ungültig.
Damit ging das Wahlrecht auf die Wahlversammlung über.

## Wahlversammlung
Die von der Parlamentspräsidentin einberufene Wahlversammlung trat am 23. September 2006 im Opern- und Konzerthaus Estonia in Tallinn zusammen.
Toomas Hendrik Ilves trat in der Wahlversammlung gegen den amtierenden Staatspräsidenten Arnold Rüütel an. Auf Toomas Hendrik Ilves entfielen in geheimer Abstimmung 174 Stimmen, auf Arnold Rüütel 162 Stimmen. Neun Wahlzettel waren ungültig.
Damit wurde Toomas Hendrik Ilves mit einer knappen Mehrheit von zwei Stimmen zum dritten Staatspräsidenten der Republik Estland nach Wiedererlangung der estnischen Unabhängigkeit gewählt. Er trat sein Amt am 9. Oktober 2006 mit seiner Vereidigung vor dem Parlament an.